# اوسانا (ساردینیا)
اوسانا (به ایتالیایی: Ussana) یک کومونه در ایتالیا است که در استان کالیاری واقع شده‌است. اوسانا ۳۲٫۸ کیلومتر مربع مساحت و ۳٬۸۷۰ نفر جمعیت دارد و ۹۷ متر بالاتر از سطح دریا واقع شده‌است.